# Cristián Eyzaguirre Johnston
Cristián Eyzaguirre Johnston es un economista, académico, consultor y empresario chileno, gerente general de Banco Bice entre 1997 y 2002.
Estudió ingeniería comercial en la Universidad de Chile. Más tarde viajaría a los Estados Unidos, para cursar un máster en economía en la Universidad de California en Berkeley.
Entre 1974 y 1981, se desempeñó como profesor de economía de la misma casa de estudios en la que se formó. Simultáneamente, desde 1977 hasta 1981, ocupó el cargo de subdirector del Servicio de Impuestos Internos.
En 1982 pasó al sector empresarial, llegando a ocupar el cargo de gerente de finanzas del holding forestal Empresas CMPC S.A.. En 1997 ingresó al Banco Bice S.A, como gerente general. cargo que ejerció hasta 2002.
Durante 2010 se incorporó como integrante del comité financiero que asesora al Ministerio de Hacienda de Chile en la gestión de las inversiones del Fondo de Estabilización Económica y Social (FEES) y del Fondo de Reserva de Pensiones (FRP).
En 2013 fue elegido consejero de la Sociedad de Fomento Fabril (Sofofa).
Ha sido miembro del directorio de Inversiones Cousiño Macul, Cencosud S.A, Besalco S.A., Wenco S.A., ENGIE Energía Chile S.A., Cristalerías de Chile S.A., de las empresas del Grupo GTD, Agunsa S.A. y de Inforsa S.A., entre otras, así como miembro del comité de inversiones del Hogar de Cristo.